# La Curva, Zacatecas
La Curva är en ort i Mexiko.   Den ligger i kommunen Concepción del Oro och delstaten Zacatecas, i den centrala delen av landet, 600 km norr om huvudstaden Mexico City. La Curva ligger 1 929 meter över havet och antalet invånare är 536.
Terrängen runt La Curva är kuperad västerut, men österut är den platt. Runt La Curva är det mycket glesbefolkat, med 4 invånare per kvadratkilometer. Närmaste större samhälle är Concepcion del Oro, 3,2 km väster om La Curva. Omgivningarna runt La Curva är i huvudsak ett öppet busklandskap.